# Občina Postojna
Občina Postojna (slovinsky Občina Postojna) je jednou z 212 občin ve Slovinsku. Nachází se v Přímořsko-vnitrokraňském regionu na území historických zemí Kraňsko a Přímoří. Občinu tvoří 40 sídel, její rozloha je 269,9 km² a k 1. lednu 2017 zde žilo 16 176 obyvatel. Správním střediskem občiny je město Postojna.

## Členění občiny
Občina se dělí na sídla:
- Belsko
- Brezje pod Nanosom
- Bukovje
- Dilce
- Gorenje
- Goriče
- Grobišče
- Hrašče
- Hrenovice
- Hruševje
- Koče
- Landol
- Liplje
- Lohača
- Mala Brda
- Mali Otok
- Malo Ubeljsko
- Matenja vas
- Orehek
- Planina
- Postojna
- Predjama
- Prestranek
- Rakitnik
- Rakulik
- Razdrto
- Sajevče
- Slavina
- Slavinje
- Stara vas
- Strane
- Strmca
- Studenec
- Studeno
- Šmihel pod Nanosom
- Velika Brda
- Veliki Otok
- Veliko Ubeljsko
- Zagon
- Žeje